# 常説寺
常説寺（じょうせつじ）は、山梨県甲斐市吉沢にある日蓮宗の寺院。山号は順徳院山。重要文化財の白輿（しらこし）を所蔵する。旧本山は身延山久遠寺。

## 歴史
弘仁14年（823年）栄澄（最澄の弟子）が御岳金峰山信仰の拠点として創建した円乗寺が起源。文永年間（1264年－1274年）頃、日蓮が乗蓮僧都（のちの安楽院日乗）を日蓮宗に改宗し現在の寺名に改めた。

## 文化財
- 白輿　承久年間（1219年－1221年）頃、順徳上皇が使用したもの。重要文化財。

## 参考資料
- 日蓮宗寺院大鑑編集委員会『宗祖第七百遠忌記念出版 日蓮宗寺院大鑑』大本山池上本門寺 (1981年)
- 市川智康『日蓮聖人の歩まれた道』水書房

座標: 北緯35度42分55.6秒 東経138度32分9.4秒 / 北緯35.715444度 東経138.535944度